# Dmitrij Bortnjanskij
Dmitrij Stepanovitj Bortnjanskij (født ukrainsk: Дмитро́ Степа́нович Бортня́нський, russisk: Дми́трий Степа́нович Бортня́нский, tr. Dmítrij Stepánovitj Bortnjánskij den 28. oktober 1751 i Glukhov, Det kosakkiske hetmanat (nu Hlukhiv, Sumy oblast) i Det Russiske Kejserrige, død 10. oktober 1825 i Sankt Petersborg i Det Russiske Kejserrige) var en ukrainsk komponist.
Bortnjanskij komponerede operaer, men først og fremmest kontrapunktisk kirkemusik. Hans kammermusik og klavermusik er i dag glemt, men de Gejstlige koncerter opføres stadig.